# Brant inflygningsvinkel

Illustration av instrumentlandningssystem, inklusive inflygningsvinkel.

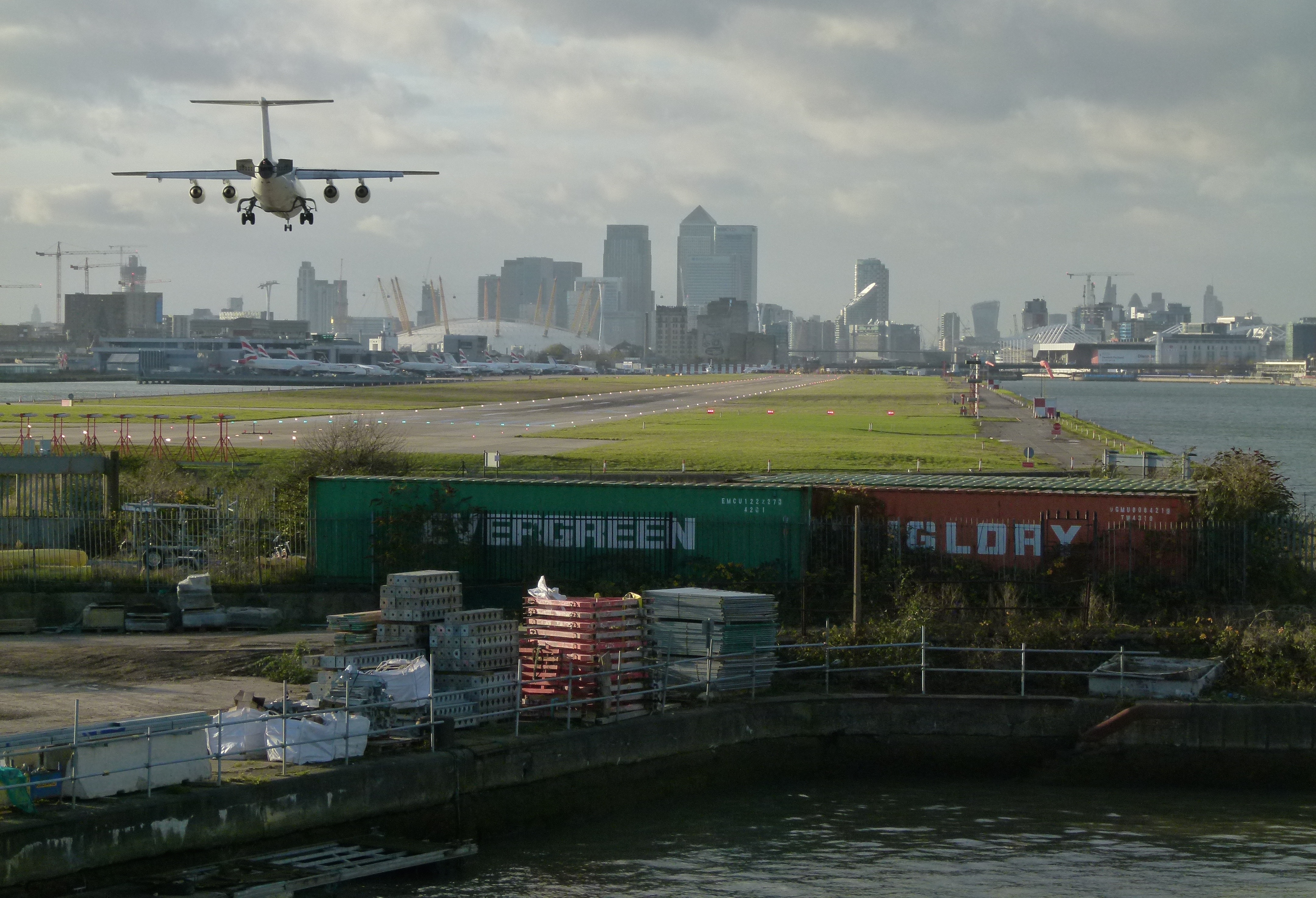
En BAe 146/Avro RJ landar på bana 27 (österifrån) på London City Airport.

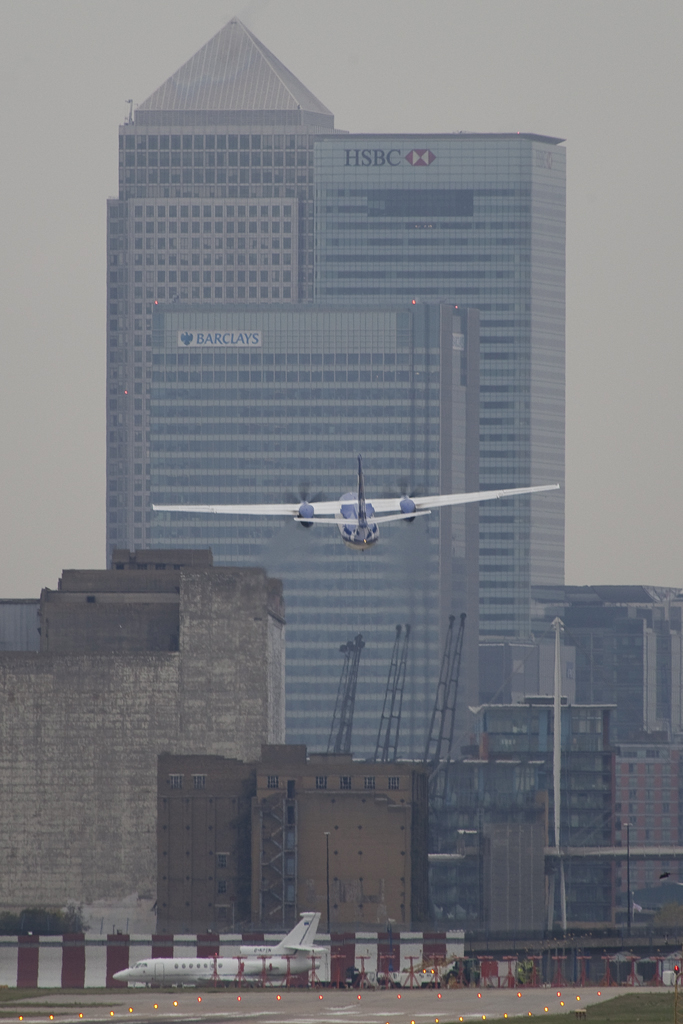
En Fokker 50 lyfter västerut från London City Airport.

Brant inflygningsvinkel (engelska: steep approach) är en flygterm som beskriver en brantare inflygningsvinkel än den normala för flertalet flygplatser.
Internationell standard för inflygningsvinkel är 3 grader (52 meter höjd per kilometer), utom de fall där det finns hinder som byggnader eller berg, eller om politiska överväganden om buller väger över. Beträffande normalt belägna flygplatser har till exempel inflygningsvinkeln till Frankfurts flygplats under senare år höjts något, och diskussion pågår om en högre vinkel beträffande Heathrow i London.
En anbefalld högre inflygningsvinkel än normalt för en viss flygplats kan ha att göra med krav på tillräcklig höjdmarginal för hinder på inflygningsvägen eller önskemål om att reducera flygplansbuller i tättbebyggda områden, eller av bådadera. En sådan brantare inflygningsvinkel kan vara 5,5 grader, men för att en flygplanstyp ska få tillstånd för landning med sådan brant inflygningsvinkel krävs att den ska kunna klara en ännu brantare vinkel, typiskt 7,5 grader. Så branta inflygningsvinklar klarar inte merparten av flygplanstyper för kommersiellt flyg.
Landning med brant inflygningsvinkel 4,5 grader eller högre ställer krav både på flygplatsen,  flygplanets konstruktion och på piloternas kompetens. Tillstånd för flygplanstyper ges av flygsäkerhetsmyndigheter som europeiska European Aviation Safety Agency (EASA) och amerikanska Federal Aviation Administration (FAA). Nationella luftfartygsregister utfärdar tillstånd för landning med brant inflygningsvinkel. 
Exempel på flygplatser med brant inflygningsvinkel är London City Airport i Docklands i London (på grund av buller) och flygplatsen Aeroporto di Lugano-Agno i Schweiz. Luganos flygplats har en extremt brant inflygningsvinkel på 6,65 grader på grund av terrängen.

## Exempel på flygplan anpassade för brant inflygningsvinkel

### Flygplan för kommersiell passagerartrafik
- ATR 72
- Dash 8
- Saab 2000/Saab 340
- BAe 146/Avro RJ
- Embraer 170/Embraer 190
- Fokker 50
- Airbus A318[5]
- Sukhoi Superjet 100[6]

### Affärsflygplan och mindre flygplan för chartertrafik
- Dassault Falcon 7X[7]
- Dornier 328
- Embraer Legacy 500[8]
- Gulfstream G280[9]